# Napoleon M. Kheil
Napoleon Manuel Kheil (Praga 19 de octubre de 1849 – Praga 1 de noviembre de 1923), zoólogo, entomólogo e hispanista alemán.
Fue profesor de la Escuela de Comercio de Praga. Exploró la flora y fauna de Sierra Nevada y otras regiones de España y tradujo al checo La vida es sueño, de Pedro Calderón de la Barca. En su lengua ha publicado algunas monografías referentes a España.
Varias especies y subespecies de insectos fueron nombradas en su honor. Como importante mecenas del Departamento de Entomología del Museo Nacional de Praga, también fue honrado por sus colegas y en su honor el Dr. Jan Obenberger nombró los siguientes insectos en su honor: Pigeons kheili Obenberger, 1924, Taphrocerus kheili Obenberger, 1924, Psiloptera kheili Obenberger, 1924, Pachyschelus kheili Obenberger, 1925, Sphenoptera kheili Obenberger, 1926, Agrilaxia kheiliana Obenberger, 1932, etc.
Su colección de insectos de 27.230 ejemplares se conserva en el Departamento Entomológico del Museo Nacional de Praga, a la que la legó en su testamento.